# Saison 1 de NCIS : Nouvelle-Orléans
Chronologie
Saison 2
Cet article présente le guide des épisodes de la première saison de la série télévisée américaine NCIS : Nouvelle-Orléans (NCIS: New Orleans).

## Généralités
- Au Canada, la saison est diffusée en simultané sur le réseau Global.
- En France, la saison est diffusée du 3 avril au 26 juin 2015 sur M6.
- Le 27 octobre 2014, CBS commande une saison complète de 22 épisodes[1].

## Distribution

### Acteurs principaux
- Scott Bakula : Dwayne Cassius Pride
- Lucas Black : Christopher LaSalle
- Zoe McLellan : Meredith « Merri » Brody
- CCH Pounder : Dr Loretta Wade
- Rob Kerkovich : Sebastian Lund

### Acteurs récurrents et invités
- Daryl Mitchell : Patton Plame, spécialiste analyse
- Steven Weber : Conseiller Douglas Hamilton
- Paige Turco : Linda Pride, femme de Dwayne (backdoor pilot et épisode 6)
- David McCallum : Docteur Donald Ducky Mallard (épisode 1)
- Michael Weatherly : Agent Spécial Tony DiNozzo (NCIS) (épisode 2)
- Rocky Carroll : Directeur Leon Vance (NCIS) (épisodes 2, 3 et 5)
- Pauley Perrette : Abby Sciuto (épisode 2)
- Mark Harmon : Agent Spécial Leroy Jethro Gibbs (NCIS) (épisode 3)
- Shanley Caswell : Laurel Pride (épisodes 4, 9, 11 et 15)
- Joe Spano : Agent Sénior T.C. Fornell (FBI) (épisode 5)
- Meredith Eaton (VF : Fily Keita) : Carol Wilson (épisode 2)
- Dean Stockwell : Tom Hamilton[2] (épisode 9)
- Diane Neal : Agent Spécial Abigail Borin (CGIS)[3] (épisodes 12, 13 et 20)
- Callie Thorne : Sasha Broussard[4] (épisodes 11, 17 et 22)
- Shalita Grant : Sonja Percy (épisodes 17, 21 à 23)
- Dylan Walsh : Sheriff Jim Messier[5] (épisodes 21, 22 et 23)

## Épisodes

### Épisode 1:La musique adoucit la douleur
- États-Unis /  Canada : 23 septembre 2014 sur CBS[6] / Global[7]
- Suisse : 1er février 2015 sur RTS Un[8]
- Belgique : 18 mars 2015 sur RTL-TVI[9]
- France : 3 avril 2015 sur M6[10]
- Québec : 7 septembre 2015 sur Séries+[11]

- États-Unis : 17,22 millions de téléspectateurs[12] (première diffusion)
- Canada : 2,717 millions de téléspectateurs[13] (première diffusion + différé 7 jours)
- France : 3,53 millions de téléspectateurs[14] (première diffusion)

- David McCallum (Docteur Donald Ducky Mallard)
- Steven Weber (Conseiller Douglas Hamilton)
- James McDaniel (Papa Parks)
- Matt Bushell (Hunter Franz)
- Robert DoQui (Capitaine Peter Lee)
- Frank Lynch (L'homme au tatouage)
- Isaiah Laborde (Mace)
- Tyler Kunkle (Jesse)
- Henry Frost (Dale)
- Martin Bradford (Ross P)
- Stephen Sutton (Swag)
- Ariadne Joseph (Naomi)
- Tania Dall (Reporter journal local)
- Paul Kevin Murphy (Reporter journal local #2)

### Épisode 2:Se préparer au pire
- États-Unis /  Canada : 30 septembre 2014 sur CBS / Global
- Suisse : 8 février 2015 sur RTS Un
- Belgique : 18 mars 2015 sur RTL-TVI
- France : 3 avril 2015 sur M6
- Québec : 14 septembre 2015 sur Séries+

- États-Unis : 16,57 millions de téléspectateurs[15] (première diffusion)
- Canada : 2,474 millions de téléspectateurs[16] (première diffusion + différé 7 jours)
- France : 3,23 millions de téléspectateurs[14] (première diffusion)

- Michael Weatherly (Agent spécial Tony DiNozzo)
- Rocky Carroll (Leon Vance, directeur du NCIS)
- Pauley Perrette (Abby Sciuto)
- Meredith Eaton (Carol Wilson)
- Erika Alexander (Commandant Louanne Bates)
- Annika Marks (Lara Harding)
- James Eckhouse (Docteur Michael Hufcutt)
- Nicholas James (Lieutenant Lewis Collier)
- Nicole Barre (Docteur Melora Haley)
- Dacia Fernandez (Katie la tenancière)
- Andre Shanks (Linus Warren)
- Jimmy Gonzales (Lieutenant Lewis Lang)
- Lance Tafelski (Dealer)
- Ross Britz (Enseigne Diggs)

### Épisode 3:Les Évadés
- États-Unis /  Canada : 7 octobre 2014 sur CBS / Global
- Suisse : 15 février 2015 sur RTS Un
- Belgique : 25 mars 2015 sur RTL-TVI
- France : 10 avril 2015 sur M6
- Québec : 21 septembre 2015 sur Séries+

- États-Unis : 15,39 millions de téléspectateurs[17] (première diffusion)
- Canada : 2,262 millions de téléspectateurs[18] (première diffusion + différé 7 jours)
- France : 2,96 millions de téléspectateurs[19] (première diffusion)

- Mark Harmon (Agent spécial Leroy Jethro Gibbs)
- Rocky Carroll (Leon Vance, directeur du NCIS)
- Felisha Terrell (Lieutenant Adele 'Addie' Watkins)
- Joe Massingill (Recrue Levon Dalton)
- Evan Gamble (Lieutenant Ted Nash)
- Charlene Amoia (Carly Dawson)
- Cliff Simon (Dmitry Babakov)
- Stacie Davis (Quartier maître Shelia Garland)
- Lauren M. Graham (Jill)
- Mandisa Reed (Perri)
- Karen Gonzalez (Patti)
- Aidan Langford (Remy)
- Carlos Antonio (Infirmier)
- Jennifer Lutheran (Mère de Remy)
- Sharon E. Smith (Mère de Levon)

### Épisode 4:Jeunes recrues
- États-Unis /  Canada : 14 octobre 2014 sur CBS / Global
- Suisse : 22 février 2015 sur RTS Un
- Belgique : 25 mars 2015 sur RTL-TVI
- France : 10 avril 2015 sur M6
- Québec : 28 septembre 2015 sur Séries+

- États-Unis : 16,14 millions de téléspectateurs[20] (première diffusion)
- Canada : 2,405 millions de téléspectateurs[21] (première diffusion + différé 7 jours)
- France : 2,55 millions de téléspectateurs[19] (première diffusion)

- Daryl Mitchell (Patton Plame, agent spécial du NCIS)
- Shanley Caswell (Laurel Pride)
- Vanessa Marano (Natalie Lane)
- Dora Madison (Tilda)
- Gino Anthony Pesi (Max Wolf)
- Alexander DiPersia (Vlad Stahl)
- Hunter Burke (Mike Banton)
- Terence Rosemore (Chef Erik T. Benson)
- Jackie Tuttle (Heather)
- Katie Henry (Sandy la guide touristique)
- Caleb Thaggard (Digby)
- Brett Lapeyrouse (John)

### Épisode 5:C'est arrivé hier soir
- États-Unis /  Canada : 21 octobre 2014 sur CBS / Global
- Suisse : 1er mars 2015 sur RTS Un
- Belgique : 1er avril 2015 sur RTL-TVI
- France : 17 avril 2015 sur M6
- Québec : 5 octobre 2015 sur Séries+

- États-Unis : 16,13 millions de téléspectateurs[22] (première diffusion)
- Canada : 2,322 millions de téléspectateurs[23] (première diffusion + différé 7 jours)
- France : 2,95 millions de téléspectateurs[24] (première diffusion)

- Rocky Carroll (Leon Vance, directeur du NCIS)
- Joe Spano (Agent spécial T.C. Fornell)
- Gabriel Olds (Oliver Huntington)
- David Burke (Bernard Lanier)
- Dorian Brown (Helaine Morgan)
- Chelsey Crisp (Marilyn Reed)
- Gabe Begneaud (Albert Fontenot)
- Hakim Callender (Sergent artilleur Adams)
- Brandon Stacy (Rance)
- Kim Collins (Maurice Weholt)
- Luke Sexton (Paul Burns)
- Lauren Gros (Kathleen Burns)

### Épisode 6:Le Maître de l'horreur
- États-Unis /  Canada : 28 octobre 2014 sur CBS / Global
- Suisse : 8 mars 2015 sur RTS Un
- Belgique : 1er avril 2015 sur RTL-TVI
- France : 17 avril 2015 sur M6
- Québec : 12 octobre 2015 sur Séries+

- États-Unis : 16,09 millions de téléspectateurs[22] (première diffusion)>
- Canada : 2,236 millions de téléspectateurs[25] (première diffusion + différé 7 jours)
- France : 2,60 millions de téléspectateurs[24] (première diffusion)

- Paige Turco (Linda Pride)
- Steven Weber (Conseiller Douglas Hamilton)
- Eyal Podell (Douglas Samuel Wilkins)
- Rod Rowland (Quartier maître John Neville)
- Adam Rose (Jesse Neville)
- Aubrey Deeker (Officier quartier maître première classe Jake Dern)
- Cyd Strittmatter (Kimberly Murdock)
- Brooke Hurring (Raquelle)
- Brett Zimmerman (Eric)
- Samantha Beaulieu (Officier Sullos)
- Jessica McDaniel (JAG Melanie Herman)
- Megan Few (Denise Murdock)

### Épisode 7:Protection rapprochée
- États-Unis /  Canada : 11 novembre 2014 sur CBS / Global
- Suisse : 15 mars 2015 sur RTS Un
- Belgique : 8 avril 2015 sur RTL-TVI
- France : 24 avril 2015 sur M6
- Québec : 19 octobre 2015 sur Séries+

- États-Unis : 14,99 millions de téléspectateurs[26] (première diffusion)
- Canada : 2,403 millions de téléspectateurs[27] (première diffusion + différé 7 jours)
- France : 2,66 millions de téléspectateurs[28] (première diffusion)

- Daryl Mitchell (Patton Plame, spécialiste analyse)
- Laura Allen (Katherine Wilson)
- Melinda Page Hamilton (Alexandra Schwartz)
- Adam J. Harrington (Jason Axelrod)
- Andrew Borba (Capitaine Roger Marcus)
- Christopher Matthew Cook (Oscar Randolph)
- Hunter Burke (Bart Roberts)
- Carrie Lazar (Lieutenant Clementine Hill)
- James Yeargain (Monsieur Silver)
- Ron Flagge (Monsieur Voodoo)
- Carl Palmer (Bill Ravens)

### Épisode 8:Mourir d'aimer
- États-Unis /  Canada : 18 novembre 2014 sur CBS / Global
- Suisse : 22 mars 2015 sur RTS Un
- Belgique : 8 avril 2015 sur RTL-TVI
- France : 24 avril 2015 sur M6
- Québec : 26 octobre 2015 sur Séries+

- États-Unis : 16,86 millions de téléspectateurs[29] (première diffusion)
- Canada : 2,307 millions de téléspectateurs[30] (première diffusion + différé 7 jours)
- France : 2,48 millions de téléspectateurs[28] (première diffusion)

- Daryl Mitchell (Patton Plame, spécialiste analyse)
- Wes Brown (Officier quartier maître Phil Martino)
- Matt Riedy (Amiral Carlton Hume)
- Kyle Davis (Rodney Abbott)
- Shawn Carter Peterson (Marco Drayer)
- Chris Ufland (James Walker)
- Catherine Ashton (Melissa)
- Danny Cosmo (Collectionneur)

### Épisode 9:Les Arbres du sud
- États-Unis /  Canada : 25 novembre 2014 sur CBS / Global
- Suisse : 29 mars 2015 sur RTS Un
- Belgique : 15 avril 2015 sur RTL-TVI
- France : 1er mai 2015 sur M6
- Québec : 2 novembre 2015 sur Séries+

- États-Unis : 14,47 millions de téléspectateurs[31] (première diffusion)
- Canada : 2,331 millions de téléspectateurs[32] (première diffusion + différé 7 jours)
- France : 2,859 millions de téléspectateurs[33](première diffusion)

- Steven Weber (Conseiller Douglas Hamilton)
- Dean Stockwell (Tom Hamilton)
- Shanley Caswell (Laurel Pride)
- Tim DeZarn (Lieutenant en retraite de la Navy Paul Hare)
- Cristine Rose (Hannah Tarlow)
- Jeff Kober (Brick Myers)
- Angela Gots (Miriam Tarlow)
- Roberto Aguire (Orion)
- Richard Holden (Esau Tarlow)
- Samantha Beaulieu (Sullos, officier du NOPD)
- Mike Seal (Chauffeur)
- Brian Oerly (Grouillot #2)

- Retrouvailles des acteurs Scott Bakula et Dean Stockwell qui tenaient les rôles principaux de la série Code Quantum.
- De plus, le petit ami de Laurel, s'appelle Orion, ce qui était le surnom du personnage joué par Scott Bakula dans la série Chuck.

### Épisode 10:L'Honneur volé
- États-Unis /  Canada : 16 décembre 2014 sur CBS / Global
- Suisse : 5 avril 2015 sur RTS Un
- Belgique : 15 avril 2015 sur RTL-TVI
- France : 1er mai 2015 sur M6

- États-Unis : 14,14 millions de téléspectateurs[34] (première diffusion)
- Canada : 2,309 millions de téléspectateurs[35] (première diffusion + différé 7 jours)
- France : 2,56 millions de téléspectateurs[36](première diffusion)

- Felisha Terrell (Lieutenant Adele « Addie » Watkins)
- Brea Grant (Trish)
- Katy Sullivan (Taylor Sands)
- Jim Gleason (Marshal Chase)
- Leslie Castay (Liza Chase)
- Ilan Srulovicz (Len Bowers)
- Michael Harrity (William « Bud » Samuels)
- Aaron Smalls (Blake Conner, agent de liaison de la Navy)
- Gregory Kasyan (Sami)
- Adam Aalderks (Zack Chase)
- Ahmed Lucan (Hameed)
- Jeff Grays (Agent de sécurité)

### Épisode 11:Le Rôle de l'appât
- États-Unis /  Canada : 6 janvier 2015 sur CBS / Global
- Suisse : 12 avril 2015 sur RTS Un
- Belgique : 22 avril 2015 sur RTL-TVI
- France : 8 mai 2015 sur M6

- États-Unis : 17,73 millions de téléspectateurs[37] (première diffusion)
- Canada : 2,506 millions de téléspectateurs[38] (première diffusion + différé 7 jours)
- France : 2,72 millions de téléspectateurs[39](première diffusion)

- Callie Thorne (Sasha Broussard)
- Daryl Mitchell (Patton Plame, spécialiste analyse)
- Shanley Caswell (Laurel Pride)
- John Livingston (Paul Jenks)
- Roberto Aquire (Orion)
- Blake Heron (Dante Broussard)
- Chad Addison (Frank Broussard)
- Martin Bradford (Ross P.)
- Matty Ferraro (Bertrand Willis)
- Kim Baptiste (Docteur Anders)
- Mustafa Harris (Homme menaçant #1)
- Jamal Dennis (Homme menaçant #2)
- Judy Henderson (Caissier)
- Darnekia Dowl (Mère de famille)

### Épisode 12:Braquage en haute mer
- États-Unis /  Canada : 13 janvier 2015 sur CBS / Global
- Suisse : 19 avril 2015 sur RTS Un
- Belgique : 22 avril 2015 sur RTL-TVI
- France : 8 mai 2015 sur M6

- États-Unis : 16,39 millions de téléspectateurs[40] (première diffusion)
- Canada : 2,295 millions de téléspectateurs[41] (première diffusion + différé 7 jours)
- France : 2,52 millions de téléspectateurs[39](première diffusion)

- Diane Neal (Abigail Borin, agent spécial du CGIS)
- Clayne Crawford (Cade Lambert)
- Daryl Mitchell (Patton Plame, spécialiste analyse)
- Corbin Bernsen (Amiral Adam Huntley)
- Eddie Matos (Julio)
- Kerry Cahill (Professeur Sandra Jones)
- Ian Casselberry (Steve Merris)
- Rocco Brocato (Jeremy)
- Jason Kirkpatrick (Détective Tim Simms)
- Romeo Clarke (Lieutenant des gardes côtes Allen Alston)
- Morganna May (Anna Huntley)
- Neal Kodinsky (Clive Roberts)

- Sixième cross-over avec NCIS : Enquêtes spéciales avec l'apparition du personnage d'Abigail Borin.
- Abigail Sciuto est mentionnée dans cet épisode.

### Épisode 13:Une fin annoncée
- États-Unis /  Canada : 3 février 2015 sur CBS / Global
- Suisse : 26 avril 2015 sur RTS Un
- Belgique : 29 avril 2015 sur RTL-TVI
- France : 15 mai 2015 sur M6

- États-Unis : 16,52 millions de téléspectateurs[42] (première diffusion)
- Canada : 2,341 millions de téléspectateurs[43] (première diffusion + différé 7 jours)
- France : 2,29 millions de téléspectateurs[44](première diffusion)

- Diane Neal (Abigail Borin, agent spécial du CGIS)
- B. D. Wong (Lieutenant commandant Gabriel Lin)
- Russell Wong (Cam Lin)
- Anne Dudek (Dawn Lin)
- Eyal Podell (Docteur Samuel Wilkins)
- Robert Walker-Branchaud (Dominick Cole)
- Dave Maldonado (Carlos Zarate)
- Ryan Broussard (Training Partner)
- Michael Buonomo (Kieran)
- Michael Shane Hughes (Mike)

### Épisode 14:Faire face
- États-Unis /  Canada : 10 février 2015 sur CBS / Global
- Belgique : 29 avril 2015 sur RTL-TVI
- Suisse : 3 mai 2015 sur RTS Un
- France : 15 mai 2015 sur M6

- États-Unis : 16,19 millions de téléspectateurs[45] (première diffusion)
- Canada : 2,285 millions de téléspectateurs[46] (première diffusion + différé 7 jours)
- France : 2,11 millions de téléspectateurs[44](première diffusion)

- Daryl Mitchell (Patton Plame, spécialiste analyse)
- Richard T. Jones (Ryan Anson, chef de la sécurité)
- Ron Melendez (Sénateur William Klain)
- Scott Michael Campbell (Alec Norris)
- Aarti Mann (Nehir)
- Jay Jablonski (Austin Hackett, agent spécial du NCIS)
- Sabrina Gennarino (Reagan Norris)
- Derrick L. Mcmillon (Shane Tash)
- Sal Velez Jr. (David Mockus)
- Antonio Evan Romero (Tommy City)
- James Moses Black (Dylan Norris)
- Richard Zeringue (Amiral James Pack)
- Zach Rose (Edward Bycer)
- Melisa Cardona (Femme énervée qui proteste)
- B.J. Grogan (L'homme ivre)

### Épisode 15:Le Carnaval de la Mort
- États-Unis /  Canada : 17 février 2015 sur CBS / Global
- Belgique : 6 mai 2015 sur RTL-TVI
- Suisse : 10 mai 2015 sur RTS Un
- France : 22 mai 2015 sur M6

- États-Unis : 14,70 millions de téléspectateurs[47] (première diffusion)
- Canada : 2,227 millions de téléspectateurs[48] (première diffusion + différé 7 jours)
- France : 2,17 millions de téléspectateurs[49](première diffusion)

- Stacy Keach (Cassius Pride)
- Daryl Mitchell (Patton Plame, spécialiste analyse)
- Shanley Caswell (Laurel Pride)
- Yetide Badaki (Felicia Patrice)
- Harold House Moore (Russell "Screwy Douce" Jaynes)
- Rocky Marquette (Cyd Lawson)
- Thomas Tah Hyde (Quartier maître Toussaint Patrice)
- Julia Lashae (Vera Maps)
- Jeremy Jude (Fêtard)
- Andrew Serpas (Smith, officier du NOPD)

### Épisode 16:Le Gardien de mon Frère
- États-Unis /  Canada : 24 février 2015 sur CBS / Global
- Belgique : 6 mai 2015 sur RTL-TVI
- Suisse : 17 mai 2015 sur RTS Un
- France : 22 mai 2015 sur M6

- États-Unis : 13,71 millions de téléspectateurs[50] (première diffusion)
- Canada : 2,376 millions de téléspectateurs[51] (première diffusion + différé 7 jours)
- France : 2,09 millions de téléspectateurs[49](première diffusion)

- Clayne Crawford (Cade Lasalle)
- Gillian Alexy (Savannah)
- Christopher Meyer (Danny Malloy)
- Jon Eyez (Bull Costigan)
- Martin Bradford (Ross P.)
- Dani Dare (CJ Malloy)
- Adam Fristoe (Sumner St. Croix)
- Scott Allen Perry (Anthony Antonelli)
- Anthony Michael Frederick (Conseiller Adams)
- Tony Senzamici (Clark Bates)

### Épisode 17:À la poursuite de l'appât
- États-Unis /  Canada : 10 mars 2015 sur CBS / Global
- Belgique : 13 mai 2015 sur RTL-TVI
- Suisse : 24 mai 2015 sur RTS Un
- France : 29 mai 2015 sur M6

- États-Unis : 12,61 millions de téléspectateurs[52] (première diffusion)
- Canada : 2,228 millions de téléspectateurs[53] (première diffusion + différé 7 jours)
- France : 2,20 millions de téléspectateurs[54](première diffusion)

- Callie Thorne (Sasha Broussard)
- Daryl Mitchell (Patton Plame)
- Shalita Grant (Sonja Percy)
- Chad Addison (Frank Broussard)
- Terry Dale Parks (Détective Rolland Clarke)
- Renell Gibbs (Red Carter)
- Ashton Leigh (Pam Shore)
- Karen Kaia Livers (Infirmière Garland)
- Tony Bentley (Directeur de prison)
- Rhes Low (Docteur Freddy Barlow)

### Épisode 18:La Liste
- États-Unis /  Canada : 24 mars 2015 sur CBS / Global
- Belgique : 13 mai 2015 sur RTL-TVI
- Suisse : 24 mai 2015 sur RTS Un
- France : 29 mai 2015 sur M6

- États-Unis : 14,42 millions de téléspectateurs[55] (première diffusion)
- Canada : 2,344 millions de téléspectateurs[56] (première diffusion + différé 7 jours)
- France : 1,95 million de téléspectateurs[54](première diffusion)

- Luke Mably (James Lathom)
- Daryl Mitchell (Patton Plame, spécialiste analyse)
- Michael Welch (Kevin Heller)
- Deneen Tyler (Mama T.)
- Lance E. Nichols (Mack Garrity, détective NOPD)
- Ruby Lou Smith (Peggy Mitchell)
- Teddy J. Williams (Marine Tim Suda)
- Luis Alexander (Marine Jeff Baker)
- Phil Austin (Officier quartier maître Forrester)
- Shy Pilgreen (Crystal)
- Taryn Terrell (Shauna)
- Andre Pichon (Boogie Down Bob)
- Joe Fontana (Membre de la communauté #1)
- Tyra Barabino (Membre de la communauté #2)
- Antoine Pierce (Membre de la communauté #3)
- Suzette Stuebben (Membre de la communauté #4)

### Épisode 19:Dangereuses révélations
- États-Unis /  Canada : 7 avril 2015 sur CBS / Global
- Belgique : date inconnue sur RTL-TVI
- Suisse : 31 mai 2015 sur RTS Un
- France : 5 juin 2015 sur M6

- États-Unis : 14,33 millions de téléspectateurs[57] (première diffusion)
- Canada : 2,245 millions de téléspectateurs[58] (première diffusion + différé 7 jours)
- France : 2,23 millions de téléspectateurs[59](première diffusion)

- Russell Richardson (Marcus Martel)
- Daryl Mitchell (Patton Plame, spécialiste analyse)
- Christopher Meyer (Danny Malloy)
- Philip Anthony-Rodriguez (Capitaine de la Navy Michael Dawson)
- Endre Hules (Dr Timofey Yeltin)
- Larry Clarke (Darrel Carson, agent de sécurité de la morgue)
- Morgan Roberts (Officier maître Felix Armstrong)
- Jaqueline Fleming (Marie Cutter, agent du FBI)
- Preston James Hillier (Commandant de la JPSO Swat Jake Kessler)
- Chip Carriere (Agent douanier)
- Danyel Sargent Musselman (Reporter)
- Nina Lainez (Médecin)
- Todd Vignes (Commandant du SWAT Vignes)
- Zack Winter (Chauffeur de l'ambulance)

### Épisode 20:Le Berceau vide
- États-Unis /  Canada : 14 avril 2015 sur CBS / Global
- Suisse : 7 juin 2015 sur RTS Un
- France : 12 juin 2015 sur M6

- États-Unis : 14,4 millions de téléspectateurs[60] (première diffusion)
- Canada : 2,261 millions de téléspectateurs[61] (première diffusion + différé 7 jours)
- France : 2,310 millions de téléspectateurs[62](première diffusion)

- Diane Neal (Agent spécial Abigail Borin)
- Ramon de Ocampo (Commandant de la Navy Josh Newman)
- Angela Lin (Chen Han)
- David Tom (Phil Burke)
- Yohance Myles (Marlon Hart)
- Katie Parker (Anne Burke)
- Armando Leduc (Jorge Gomez)
- Lucy Faust (Cassie Palms)
- Matthew Martinez (Ben Thompkins)
- Corrina Lyons (Michelle Green)
- Rudy Eisenzopf (Cedric Smith)

### Épisode 21:Le suspect idéal
- États-Unis /  Canada : 28 avril 2015 sur CBS / Global
- Suisse : 14 juin 2015 sur RTS Un
- France : 19 juin 2015 sur M6

Alrick Riley
- États-Unis : 14,55 millions de téléspectateurs[63] (première diffusion)
- Canada : 2,171 millions de téléspectateurs[64] (première diffusion + différé 7 jours)
- France : 2,219 millions de téléspectateurs[réf. souhaitée] (première diffusion)

- Dylan Walsh (Capitaine Jim Messier)
- Clayne Crawford (Cade Lasalle)
- Gillian Alexy (Savannah Kelly)
- Shalita Grant (Sonja Percy)
- John Livingston (Paul Jenks)
- Oliver Kieran Jones (Reid Gorie)
- Michael Graziadei (Kai Bryant)
- Justin Prentice (Cade (jeune))
- Richard Meehan (Chris (jeune))
- Carmela Zumbado (Windi)
- Geraldine Singer (Susan Stewart)
- Molly Conarro (Eloise Sanchez)
- Jim Klock (Détective Simms)
- Gralen Banks (Détective Caryle)
- Kevin Rothlisberger (Quartier maître Tom Lyons)

### Épisode 22:Jusqu'à quel point?
- États-Unis /  Canada : 5 mai 2015 sur CBS / Global
- Suisse : 21 juin 2015 sur RTS Un
- France : 26 juin 2015 sur M6

- États-Unis : 13,35 millions de téléspectateurs[65] (première diffusion)
- Canada : 2,069 millions de téléspectateurs[66] (première diffusion + différé 7 jours)
- France : 2,49 millions de téléspectateurs[67](première diffusion)

- Dylan Walsh (Capitaine Jim Messier)
- Callie Thorne (Sasha Broussard)
- Steven Weber (Conseiller Douglas Hamilton)
- Shalita Grant (Sonja Percy)
- John Livingston (Paul Jenks)
- Sharon Conley (Ausa Karen Izzo)
- Colin Walker (Pete Kelly)
- Gillian Alexy (Savannah Kelly)
- Brett Baker (Quartier maître Waylon Foy)

### Épisode 23:Ma ville
- États-Unis /  Canada : 12 mai 2015 sur CBS[68] / Global
- Suisse : 21 juin 2015 sur RTS Un
- France : 26 juin 2015 sur M6

- États-Unis : 13,61 millions de téléspectateurs[69] (première diffusion)
- Canada : 2,06 millions de téléspectateurs[70] (première diffusion + différé 7 jours)
- France : 2,20 millions de téléspectateurs[67](première diffusion)

- Dylan Walsh (Capitaine Jim Messier)
- Steven Weber (Conseiller Douglas Hamilton)
- Preston James Hillier (Jake Kessler, commandant du SWAT)
- Anthony Marble (Jonathan Warren)
- Stacy Keach (Cassius Pride)
- Daryl Thibodaux (Officier P. Linde)
- Elena Tovar (Lucia)
- Shalita Grant (Sonja Percy)
- Daryl Mitchell (Patton Plame)

## Cotes d'écoute au Canada anglophone

### Portrait global
- La moyenne de cette saison est d’environ 2,31 millions de téléspectateurs[Note 1].
- Note: Les cotes d'écoute au Canada sont toujours mesurées par la même compagnie, cette dernière ayant changé de nom durant l'été 2014. Ainsi BBM Canada est devenu Numeris.

### Données détaillées
| Numéro épisode | Titre original             | Diffuseur | Date de diffusion originale (2014-2015) | Heure         | Cotes d'écoute (en téléspectateurs) | Classement soirée | Classement semaine |
| -------------- | -------------------------- | --------- | --------------------------------------- | ------------- | ----------------------------------- | ----------------- | ------------------ |
| 1              | Musician Heal Thyself      | Global    | Mardi 23 septembre 2014                 | 21h00 HE / HP | 2 717 000                           | 2                 | 5                  |
| 2              | Carrier                    | Global    | Mardi 30 septembre 2014                 | 21h00 HE / HP | 2 474 000                           | 2                 | 7                  |
| 3              | Breaking Brig              | Global    | Mardi 7 octobre 2014                    | 21h00 HE / HP | 2 262 000                           | 4                 | 10                 |
| 4              | The Recruits               | Global    | Mardi 14 octobre 2014                   | 21h00 HE / HP | 2 405 000                           | 4                 | 8                  |
| 5              | It Happened Last Night     | Global    | Mardi 21 octobre 2014                   | 21h00 HE / HP | 2 322 000                           | 4                 | 8                  |
| 6              | Master of Horror           | Global    | Mardi 28 octobre 2014                   | 21h00 HE / HP | 2 236 000                           | 4                 | 7                  |
| 7              | Watch Over Me              | Global    | Mardi 11 novembre 2014                  | 21h00 HE / HP | 2 403 000                           | 2                 | 4                  |
| 8              | Love Hurts                 | Global    | Mardi 18 novembre 2014                  | 21h00 HE / HP | 2 307 000                           | 3                 | 6                  |
| 9              | Chasing Ghosts             | Global    | Mardi 25 novembre 2014                  | 21h00 HE / HP | 2 331 000                           | 2                 | 6                  |
| 10             | Stolen Valor               | Global    | Mardi 16 décembre 2014                  | 21h00 HE / HP | 2 309 000                           | 2                 | 2                  |
| 11             | Baitfish                   | Global    | Mardi 6 janvier 2015                    | 21h00 HE / HP | 2 506 000                           | 2                 | 6                  |
| 12             | The Abyss                  | Global    | Mardi 13 janvier 2015                   | 21h00 HE / HP | 2 295 000                           | 2                 | 4                  |
| 13             | The Walking Dead           | Global    | Mardi 3 février 2015                    | 21h00 HE / HP | 2 341 000                           | 3                 | 6                  |
| 14             | Careful What You Wish For  | Global    | Mardi 10 février 2015                   | 21h00 HE / HP | 2 285 000                           | 2                 | 7                  |
| 15             | Le Carnaval de la Mort     | Global    | Mardi 17 février 2015                   | 21h00 HE / HP | 2 227 000                           | 2                 | 8                  |
| 16             | My Brother's Keeper        | Global    | Mardi 24 février 2015                   | 21h00 HE / HP | 2 376 000                           | 2                 | 4                  |
| 17             | More Now                   | Global    | Mardi 10 mars 2015                      | 21h00 HE / HP | 2 228 000                           | 2                 | 6                  |
| 18             | The List                   | Global    | Mardi 24 mars 2015                      | 21h00 HE / HP | 2 344 000                           | 2                 | 3                  |
| 19             | The Insider                | Global    | Mardi 7 avril 2015                      | 21h00 HE / HP | 2 245 000                           | 2                 | 6                  |
| 20             | Rock-A-Bye-Baby            | Global    | Mardi 14 avril 2015                     | 21h00 HE / HP | 2 261 000                           | 2                 | 4                  |
| 21             | You'll Do                  | Global    | Mardi 28 avril 2015                     | 21h00 HE / HP | 2 171 000                           | 2                 | 6                  |
| 22             | How Much Pain You Can Take | Global    | Mardi 5 mai 2015                        | 21h00 HE / HP | 2 069 000                           | 2                 | 6                  |
| 23             | My City                    | Global    | Mardi 12 mai 2015                       | 21h00 HE / HP | 2 060 000                           | 3                 | 6                  |